# Östlicher Feuerstein
Östlicher Feuerstein (italienska: Montarso Orientale) är en bergstopp i Österrike på gränsen till Italien. Toppen på Östlicher Feuerstein är 3 267 meter över havet.
Den högsta punkten i närheten är Wilder Freiger (Cima Libera), 3 418 meter över havet, 4,1 km väster om Östlicher Feuerstein.
Trakten runt Östlicher Feuerstein består i huvudsak av kala bergstoppar, isformationer och alpin tundra.